# Kõnnu (Kuusalu)
Kõnnu – wieś w Estonii, w prowincji Harju, w gminie Kuusalu.